# Классовая борьба
Кла́ссовая борьба́ — столкновение интересов и противодействие социальных классов.
Наибольшее значение классовой борьбе придаётся в марксизме.

## Домарксистские представления о классовой борьбе
Идея расщепления общества на борющиеся между собой классы (группы) социальным мыслителям была известна издавна. Так, французский историк и орлеанистский политический деятель Гизо в работе «Правительство Франции со времён Реставрации и нынешнее министерство» (1820 год) говорил об истории Франции как об истории двух народов. Один народ — победитель, — дворянство; и другой — побеждённый — третье сословие. «И в дебатах в Парламенте вопрос ставится как он ставился и прежде, равенство или привилегия, средний класс или аристократия. Мир между ними невозможен. Примирить их — химерический замысел». Когда после публикации вышеуказанной работы его упрекали в разжигании гражданской войны, он ответил:

Я хотел только вкратце изложить политическую историю Франции. Борьба классов наполняет, или вернее, делает всю эту историю. Об этом знали и говорили за много веков до революции. Знали и говорили в 1789 г., знали и говорили три месяца тому назад. Хотя меня теперь обвиняют в том, что я это сказал, я не думаю, чтобы кто-нибудь этого не помнил.
Однако до Маркса классовая борьба считалась не столько экономическим, сколько политическим явлением. Её возникновение обычно связывали с происшедшим в древности завоеванием одного народа другим (германским завоеванием территории Западной Римской империи, норманнским завоеванием Англии, и т. д.): при этом угнетающий класс рассматривался в качестве потомков этноса-победителя, а угнетённый — в качестве потомков этноса-побеждённого. Такой точки зрения придерживались, в частности, французские историки начала XIX века Тьерри, Сен-Симон и Минье, а также современник Маркса немецкий философ Фридрих Ницше.

## Классовая борьба в научном социализме

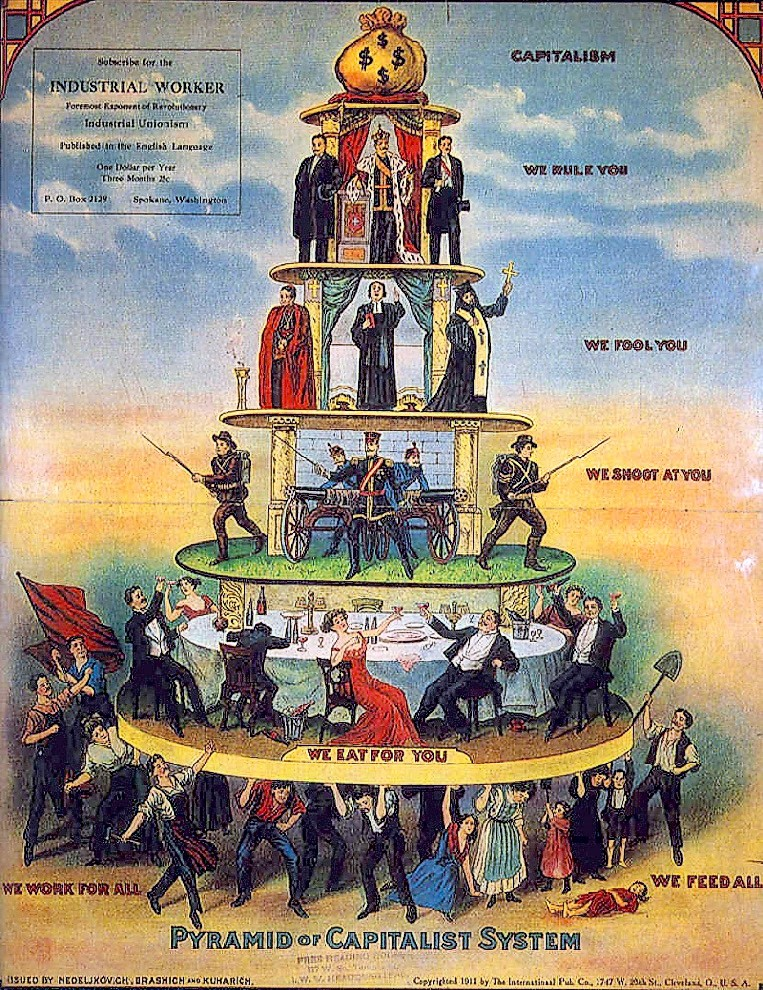
Агитационный плакат «Пирамида капиталистического общества». Фразы сверху вниз:
Политики — «Мы правим вами»
Духовенство — «Мы дурачим вас»
Армия — «Мы стреляем в вас»
Буржуазия — «Мы едим за вас»
Рабочие и крестьяне — «Мы работаем за всех», «Мы кормим всех»

Понятие «классовая борьба» получило особое значение в марксизме. Уже в «Манифесте Коммунистической партии» заявлялось, что история всех существовавших обществ была историей борьбы классов, то есть что именно классовая борьба движет развитие человеческого общества, так как она неизбежно приводит к социальной революции, которая и есть кульминация классовой борьбы, и к переходу к новому общественному строю. С точки зрения марксистов классовая борьба будет всегда и везде, в любом обществе, где существуют антагонистические классы. С точки зрения марксистской теории исторического материализма, деление общества на классы, характеризующееся различным отношением к средствам производства, представляет собой не случайное следствие древних завоеваний, а закономерную особенность определённых общественно-экономических формаций. При этом объективным результатом борьбы между классами — которая обусловлена противоположностью их интересов и непосредственно ведётся именно за эти интересы — является приведение производственных отношений в соответствие с уровнем развития постоянно меняющихся производительных сил общества. В частности, именно таким образом происходит смена самих общественно-экономических формаций (переход от первобытно-общинного строя к рабовладельческому, далее к феодальному и капиталистическому). Поэтому классовая борьба является основной движущей силой истории разделённого на классы общества. Она же должна привести к уничтожению разделения общества на классы, когда уровень развития производительных сил перестанет требовать такого разделения.
Одним из основных продуктов классовой борьбы является государство — которое, с точки зрения марксизма, есть «машина для подавления одного класса другим», то есть аппарат для поддержания внутри общества порядков, угодных и выгодных господствующему классу. При подавлении направленных против этих порядков выступлений угнетённых классов государство не связано никакими законами, а потому представляет собой насильственную диктатуру господствующего класса. С этой точки зрения античное государство является диктатурой рабовладельцев (направленной против рабов); средневековое — диктатурой феодалов (над крестьянами); капиталистическое — диктатурой буржуазии (над рабочим классом). В результате социалистической революции возникает государство диктатуры пролетариата (призванное подавить сопротивление буржуазии).

Мне не принадлежит ни та заслуга, что я открыл существование классов в современном обществе, ни та, что я открыл их борьбу между собою. Буржуазные историки задолго до меня изложили историческое развитие этой борьбы классов, а буржуазные экономисты — экономическую анатомию классов. То, что я сделал нового, состояло в доказательстве следующего: 1) что существование классов связано лишь с определёнными историческими фазами развития производства, 2) что классовая борьба необходимо ведёт к диктатуре пролетариата, 3) что эта диктатура сама составляет лишь переход к уничтожению всяких классов и к обществу без классов.
— Письмо К. Маркса И. Вейдемейеру от 5.03.1852
Определяя классовую борьбу как столкновение антагонистических интересов различных классов, марксизм выявляет объективный интерес каждого отдельного класса, который соответствует его месту в исторически определённой системе общественного производства. Этот интерес, если он не осознан, делает класс «классом-в-себе». По мере осознания своего подлинного интереса класс превращается из «класса-в-себе» в «класс-для-себя» (осознанный классовый интерес делает людей классово сознательными — они уже осознают не только своё место, но также и свой настоящий классовый интерес). Именно это имел в виду Маркс, когда говорил о том, что только классовая борьба пролетариата за своё освобождение от капитала неизбежно ведёт к диктатуре пролетариата, а сама диктатура пролетариата знаменует собой переход к исчезновению как классов, так и классовой борьбы.
В марксистской теории классовая борьба может быть как стихийной (неосознанная защита своих прав), так и сознательной (целенаправленное движение за свои подлинные интересы), высшей формой которой является партийность. Марксисты полагают, что классовая борьба ведётся в трёх основных формах:
1. экономической (касательно класса пролетариев это борьба за улучшение условий продажи своего труда, сокращение рабочего времени, повышение оплаты труда);
2. политической (для пролетариата — общеклассовая борьба за свои коренные интересы — за установление диктатуры пролетариата);
3. идейной (идеологической) (борьба против буржуазной и реформистской идеологии, она призвана внести в широкие массы трудящихся социалистическое сознание).

Согласно мнению основоположников марксизма, по мере развития класса его борьба развивается от менее развитой экономической формы к более развитым политической и идейной формам.

## Классовая борьба в марксизме-ленинизме
В. И. Ленин считал, что антагонизм между классами неизбежен в капиталистическом обществе и должен в конце концов привести к установлению диктатуры одного из основных классов, и единственной альтернативой диктатуре пролетариата он считал диктатуру буржуазии. После прихода пролетариата к власти, хотя он и стал господствующим классом, классовая борьба, тем не менее, продолжается, но уже в новых формах и новыми средствами. Но это уже государственные формы классовой борьбы, такие как подавление сопротивления свергнутых классов, гражданская война, нейтрализация мелкой буржуазии, использование буржуазных специалистов, воспитание новой дисциплины труда.
В конце 1920-х годов И. В. Сталин выдвинул идею об усилении классовой борьбы по мере укрепления социалистической власти. 9 июля 1928 года в речи на пленуме ЦК ВКП(б) он высказал мнение, что «отживающие классы» не станут «добровольно» сдавать свои позиции, «не пытаясь сорганизовать сопротивление». Более того, по его мнению, «продвижение к социализму не может не вести к сопротивлению эксплуататорских элементов этому продвижению, а сопротивление эксплуататоров не может не вести к неизбежному обострению классовой борьбы». Этот тезис стал обоснованием как для борьбы с «правым уклоном» и троцкизмом, которые возглавляли Николай Бухарин и Лев Троцкий, так и начинавшихся масштабных сталинских репрессий.
В Конституции СССР 1936 года официально провозглашалось построение социализма. В докладе Сталина на VIII Съезде Советов, принятом в идеологии марксизма-ленинизма отмечалось, что отжило само понятие классовой борьбы: в СССР отсутствует антагонизм классов, так как с классом буржуазии покончено окончательно. Несмотря на это, на последующие 1937—1938 годы пришёлся пик репрессий в отношении «врагов народа» (Большой террор), к которым относили ранее принадлежавших к «эксплуататорским классам» лиц, а также якобы примкнувших к ним «троцкистов» и «правых уклонистов». Идея об усилении классовой борьбы по мере строительства социализма и капитализма культивировалась в советской науке до самой смерти Сталина.
Начиная с 1960-х годов понятие о классовой борьбе трансформировалось. В это время считалось, что классовая борьба это процесс мирного соревнования социалистической и капиталистической систем. В ходе этого соревнования решается вопрос о том, какая система возьмёт верх. В этой связи доказывалось, что борьба двух систем выражает основное противоречие текущей эпохи. Считалось, что под влиянием этого противоречия развёртывается революционная борьба трёх основных отрядов трудящихся: мировой социалистической системы, международного рабочего и национально-освободительного движений, с империализмом. Такое представление сохранялось по 1980-е годы.

## Теоретические основы концепции классовой борьбы
Марксистское положение об антагонистических и неантагонистических классах основывается на гегелевской теории антагонистических и неантагонистических противоречий, однако, если спекулятивный метод Гегеля допускал возможность их примирения, то диалектический метод Маркса отвергал такую возможность как форму капитуляции перед действительностью (Диалектическое противоречие).
Концепция существования антагонистических и неантагонистических классов позволяет сделать вывод в рамках марксистской теории о возможности разрешения противоречий одних классов в рамках одной общественно-экономической формации и невозможности такого решения между другими классами, основными в рамках данной общественной формации, антагонистическими. Борьба последних ведёт к смене общественного строя (рабство, феодализм, капитализм) и открывает возможность дальнейшего развития производительных сил на основе новых производственных отношений.
Также существует точка зрения, что смысл борьбы противоположностей не в достижении единства или во взаимоуничтожении, как в случае с антагонистическими противоречиями, а в достижении целостности, баланса и динамического равновесия между элементами системы (Тектология, Теория устойчивого развития, Экономика устойчивого состояния, Зелёная экономика), что позволяет сделать вывод, что классовая борьба необязательно ведёт к разрушению старого общества и существуют эволюционные пути развития социальной системы, адаптирующейся к новым вызовам окружающей среды в рамках существующего общественного строя.
Концепцию неизбежного возникновения нового общественного строя также подвергает сомнению синергетическая модель, рассматривающая в качестве основного источника развития не диалектическое противоречие, а случайность, необратимость и неустойчивость, где возникновение новой целостной структуры есть не закономерный результат даже разнонаправленных воздействий, а результат суммы случайных факторов, воздействующих на систему, что делает невозможным предсказание развития общества на значительном временном отрезке как это делает марксистская теория.
Всеобщий кибернетический подход и расширительное применение синергетики, экстраполирующей свои принципы на все явления природы и общества встречают также своих критиков, утверждающих о неэффективности переноса теоретических моделей, описывающих ограниченную группу природных явлений на неизмеримо более сложные общественные процессы, тем более данные модели неспособны иметь прогностическую функцию в значительной временной перспективе (Синергетика).

## Критика теории о классовой борьбе
Карл Поппер оценивал марксистскую теорию о классовой борьбе как сверхупрощение, считая, что её нельзя никоим образом абсолютизировать. Вместе с тем он считал, что она была вполне пригодна для условий классического капитализма середины XIX века. Он полагал, что нельзя искать подоплёку любой проблемы в подспудном классовом конфликте богатых и бедных. Действительно, такие современные общественные движения, как борьба за социальные свободы, за ядерное разоружение экологическое, феминистское, и тому подобные, трудно описать с точки зрения тех или иных классовых интересов, сводить их всецело к классовому антагонизму собственников и не собственников средств производства.
Исследователи, придерживающиеся постмодернистской концепции полагают, что в современном мире теория классовой борьбы становится все менее актуальной по мере развития процессов глобализации и стирания различий как между классами, так и между нациями.
Однако часть исследователей имеет противоположную точку зрения и утверждает, что имущественное неравенство в индустриальных странах осталось неизменным на протяжении всего XX века и имеет тенденцию к усилению в 21 веке (см. Капитал в XXI веке), что сохраняет актуальным вопрос влияния социальных классов, как самостоятельных общественных сил.
Частично соглашаясь с критиками теории о классовой борьбе, было бы ошибочным вообще исключать её из арсенала современного анализа социальных отношений. Процессы социальной дифференциации в обществе не приостанавливаются, не исчезает противоположность объективных интересов разных классовых групп общества, а значит, не могут исчезнуть и конфликты между ними. Вместе с тем современное общественное устройство обладает развитыми демократическими институтами (многопартийность, избирательная, правовая, парламентская, независимая судебная системы), которые позволяют во многом изменять природу классовых конфликтов, обеспечивая возможность их ненасильственного разрешения.
Значительный вклад в теорию классов и классовой борьбы внёс Питирим Сорокин, рассматривавший классы не как замкнутые статичные структуры, а как динамичные образования, допускающие взаимопереход различных социальных групп (социальная мобильность), при этом классовая борьба рассматривалась как часть более общего процесса смены в обществе различных социокультурных типов. Если для марксизма классовая борьба является основным двигателем прогресса, то с точки зрения интегрального подхода П. Сорокина, классовая борьба является лишь одним из трёх принципов общественной дифференциации, борьбы различных общественных сил: принципа классового (классовая борьба), принципа государственного (борьба между государствами) и принципа национального (борьба между нациями), — могущих в зависимости от конкретной политической ситуации как быть противоположными, так и взаимодополнять друг друга, критерием выбора между ними служит принцип самоценности личности, обратной стороной которого служит принцип общечеловечности.
Многие представители капиталистического класса сами не отрицают факта классовой борьбы. Так, один из богатейших людей мира миллиардер Уоррен Баффет в интервью 2005 и 2006 годов указывал, что его класс, «класс богачей», ведёт классовую борьбу против остального общества — и побеждает в ней.